# Brempt
Brempt is een stadsdeel van Niederkrüchten in Noordrijn-Westfalen, Duitsland.
Brempt werd reeds in 1136 schriftelijk vermeld. De heren van Brempt vormen een der oudste Rijnlandse geslachten.

Geslacht Von Brempt

## Bezienswaardigheden
- De Sint-Joriskapel is een betreedbare kapel, opgericht omstreeks 1500. Bakstenen voorgevel uitgevoerd als trapgevel. Het interieur bevat voorwerpen uit de 11e tot de 18e eeuw, zoals een klein houten kruisbeeld (ongeveer 1065) en een Sint-Babarabeeld (ongeveer 1475).
- Het Insel-Schlösschen is een villa uit 1891 in de vorm van een kasteeltje.
- Brempter Mühle, een watermolen op de Swalm.

## Natuur en landschap
Brempt ligt in de vallei van de Swalm, vlak bij de Hariksee. Dit meer, dat doorstroomd wordt door de Swalm, is al duizenden jaren oud, maar heeft zijn huidige vorm verkregen door turfwinning. Stroomafwaarts ligt nog de Mühlrather Mühle, een watermolen met twee raderen. Het meer is ook voor de recreatie van belang: Naast het Insel-Schlösschen ligt een restaurant met terras.

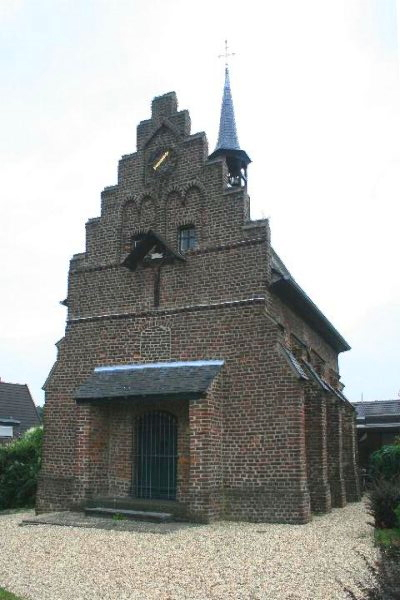
Sint-Joriskapel
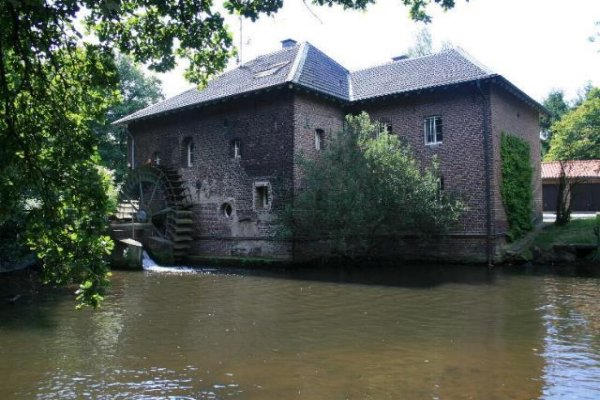
Brempter Mühle

## Nabijgelegen kernen
Niederkrüchten, Elmpt, Brüggen, Amern, Waldniel